# Équipe cycliste Thailand Women's
L'équipe cycliste Thailand Women's (Thailand Women's Cycling Team en anglais, littéralement équipe cycliste féminine de Thaïlande) est une équipe cycliste professionnelle féminine basée au Thaïlande. Contrairement à ce que son nom pourrait laisser croire, il ne s'agit pas d'une équipe nationale, mais bien d'une équipe professionnelle. Elle est dirigée par Adisak Wannasri. 

## Encadrement
Le directeur sportif est Adisak Wannasri et le représentant de l'équipe auprès de l'UCI est Thitiwimolphat Tharnsiri. Leur adjoint est Wisut Kasiyaphat. 

## Thailand Women's en 2022

### Effectif
| Effectif 2022     | Effectif 2022     | Effectif 2022 | Effectif 2022                     |
| Cycliste          | Date de naissance | Pays          | Équipe précédente                 |
| ----------------- | ----------------- | ------------- | --------------------------------- |
| Chaniporn Batriya | 12 août 1999      | Thaïlande     |                                   |
| Sarocha Kamonkhon | 15 août 1997      | Thaïlande     |                                   |
| Wilaiwan Kunlapha | 25 décembre 1987  | Thaïlande     |                                   |
| Chanpeng Nontasin | 9 octobre 1984    | Thaïlande     |                                   |
| Supaksorn Nuntana | 8 décembre 1989   | Thaïlande     |                                   |
| Phetdarin Somrat  | 6 juin 1995       | Thaïlande     | Centre mondial du cyclisme (2018) |
| Apinya Thingkaew  | 9 mars 1995       | Thaïlande     |                                   |
| Piyathida Thitjan | 15 décembre 1998  | Thaïlande     |                                   |
|                   |                   |               |                                   |
| Source : UCI      |                   |               |                                   |

### Victoires
| Victoires | Victoires                                    | Victoires | Victoires | Victoires        | Victoires |
| Date      | Course                                       | Pays      | Classe    | Vainqueur        |           |
| --------- | -------------------------------------------- | --------- | --------- | ---------------- | --------- |
| 9 avr.    | 2e étape du Tour de Thaïlande                | Thaïlande | 2.1       | Phetdarin Somrat |           |
| 10 avr.   | Classement général, Tour de Thaïlande        | Thaïlande | 2.1       | Phetdarin Somrat |           |
| 3 juin    | Championnat de Thaïlande du contre-la-montre | Thaïlande | CN        | Phetdarin Somrat |           |

### Classement mondial
| Classement UCI | Classement UCI    | Classement UCI | Classement UCI |
| Coureuse       | Coureuse          | Pays           | Points         |
| -------------- | ----------------- | -------------- | -------------- |
| 140e           | Phetdarin Somrat  | Thaïlande      | 217 pts        |
| 297e           | Chaniporn Batriya | Thaïlande      | 90 pts         |
| 314e           | Supaksorn Nuntana | Thaïlande      | 82 pts         |
| 417e           | Chanpeng Nontasin | Thaïlande      | 63 pts         |
| 472e           | Piyathida Thitjan | Thaïlande      | 53 pts         |
| 1155e          | Sarocha Kamonkhon | Thaïlande      | 3 pts          |